# Adelotypa
Adelotypa es un género de mariposas de la familia Riodinidae.

## Descripción
Especie tipo por designación original Adelotypa xanthobrunnea Warren, W, 1895.

## Diversidad
Existen las siguientes especies reconocidas en el género, todas ellas tienen distribución neotropical.
- Adelotypa annulifera (Godman, 1903) [6]
- Adelotypa argiella (Bates, 1868) Brasil
- Adelotypa asemna (Stichel, 1910) Bolivia, Brasil
- Adelotypa bolena (Butler, 1867)  Brasil, Paraguay
- Adelotypa borsippa (Hewitson, 1863) Brasil
- Adelotypa curulis (Hewitson, 1874) Ecuador, Bolivia
- Adelotypa densemaculata (Hewitson, 1870) Panamá, Nicaragua, Colombia, Ecuador, Perú
- Adelotypa eudocia (Godman & Salvin, 1897) México, Costa Rica
- Adelotypa glauca (Godman & Salvin, [1886]) Costa Rica, Venezuela
- Adelotypa malca (Schaus, 1902) Brasil
- Adelotypa mollis (Butler, 1877) Brasil
- Adelotypa penthea (Cramer, [1777]) Guyana francesa, Guyana, Suriname, Brasil, Perú
- Adelotypa sejuncta (Stichel, 1910) Brasil
- Adelotypa tinea (Bates, 1868) Brasil
- Adelotypa trinitatis (Lathy, 1932)  Ecuador, Trinidad y Tobago
- Adelotypa zerna (Hewitson, 1872) Bolivia, Brasil